# Митчелл, Торри
То́рри К. Ми́тчелл (англ. Torrey C. Mitchell; 30 января 1985, Гринфилд-Парк, Квебек, Канада) — канадский хоккеист, нападающий клуба НХЛ «Лос-Анджелес Кингз».

## Карьера
Торри Митчелл родился и вырос в канадской провинции Квебек, в городке Гринфилд-Парк (позже вошедшем в состав города Лонгёй), но карьеру хоккеиста начал вне родины — в хоккейной команде Вермонтского университета, Проведя в Вермонте 3 года, форвард стал игроком фарм-клуба выбравших его в 2004 году на драфте «Сан-Хосе Шаркс».
В октябре 2007 года Торри Митчелл дебютировал в основном составе «Акул», но твёрдое место в основном составе команды форвард завоевал только к сезону 2009—2010. По окончании контракта с «Сан-Хосе» нападающий в качестве свободного агента подписал 3-летнее соглашение с «Миннесотой».
До окончания контракта Митчелл в Миннесоте не доиграл: в марте 2014 года Торри обменяли в «Баффало» на Мэтта Моулсона и Коди Маккормика.
Год спустя Торри Митчелл вновь сменил клуб: «Сейбрз» обменяли форварда в «Монреаль Канадиенс» на Джека Невинса и выбор в седьмом раунде драфта-2015; таким образом, впервые в своей профессиональной карьере Торри стал игроком канадского клуба. В июне 2015 года нападающий подписал с клубом из родной провинции новое соглашение на 3 года.